# Trpaslíci (Středozem)

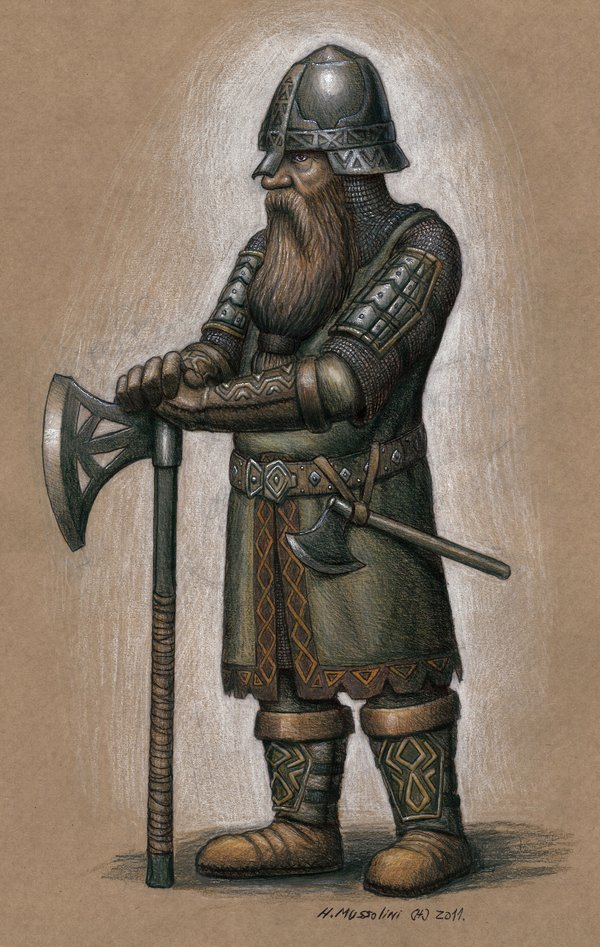
Kresba trpaslíka z Tolkienova světa

Trpaslíci jsou jednou z ras Tolkienova fantasy světa. Ačkoliv byli netrpělivým Aulëm svořeni jako vůbec první myslící bytosti Ardy, byli jejich praotci probuzeni Ilúvatarem až teprve po procitnutí prvních elfů. Trpaslíci po čtyři věky obývali kontinent Středozem, kde vystavěli svá mohutná podzemní města.
Objevují se v Tolkienových dílech Hobit aneb cesta tam a zase zpátky a v jeho trilogii Pán prstenů, kde je v kapitole Dodatky popsána jejich historie. Podrobnosti o stvoření trpaslíků stejně jako jejich kontakty s elfy v prvním věku jsou popsány v Silmarillionu. Další detaily obsahují díla Nedokončené příběhy Númenoru a Středozemě, Húrinovy děti a The History of Middle-earth.

## Tolkienova inspirace
Trpaslíci představují tradiční postavy objevující se v mytologiích a pověstech celé řady evropských národů. Nalezneme je nejen ve slovanské, ale také v germánské, finské či keltské mytologii, které Tolkienovi poskytly nejvíce inspirace.
Při tvorbě trpaslíků Středozemě byl Tolkien, ačkoliv se od toho později distancoval, ovlivněn především mytologií germánskou. Pro označení trpaslíka využil slova dwarf, k němuž místo tradičního anglického plurálu dwarfs užíval v množném čísle výrazu dwarves. Pro většinu trpasličích jmen objevujících se v jeho příbězích navíc využil jména trpaslíků ze staroislandského eposu Edda. Jak trpaslíci z germánských pověstí tak trpaslíci z Tolkienovi Středozemě pak žijí ve skalách, jsou výbornými řemeslníky a mají určitý sklon k chamtivosti.
Kromě mytologií však Tolkiena velkou měrou ovlivnily také pohádky. Sám přiznal, že při psaní Hobita se nechal inspirovat klasickou pohádkou O Sněhurce a sedmi trpaslících objevující se v Pohádkách bratří Grimmů. Paralelu k tajnůstkářství Tolkienových trpaslíků pak lze nalézt v pohádce o skřítku Rumplcimprcamprovi (anglicky Rumpelstiltskin), který odmítá prozradit své pravé jméno.

## Pojmenování
Sami trpaslíci se ve svém tajném jazyce Khuzdul nazývají Khazâd. Elfové je nejčastěji označují jako Naugrim čili Zakrnělý lid nebo Gonnhirrim tedy Pány kamene.

## Popis
Trpaslíci jsou velice hrdí, nepoddajní, stateční, silní a otužilí. Měří většinou v mládí od metru padesát do metru šedesát sedm. Dožívají se v průměru dvě stě padesáti let. Jsou velkými řemeslníky, kováři a staviteli kamenných síní a staveb. Těží kovy v podzemí hor, nejznámějším příkladem je vzácný kov mithril z Morie. Velkou zálibu mají také ve zpracování železa, stříbra a zlata a ve výrobě zbraní. Nade vše milovali výtvory své práce, které žárlivě střežili. Vytvořili si vlastní řeč khuzdulštinu, kterou však žádné jiné plemeno Středozemě neznalo, protože si ji trpaslíci velice přísně střežili. Jedno z mála známých slov této řeči je označení pro trpaslíka – Khazâd.

### Trpaslice

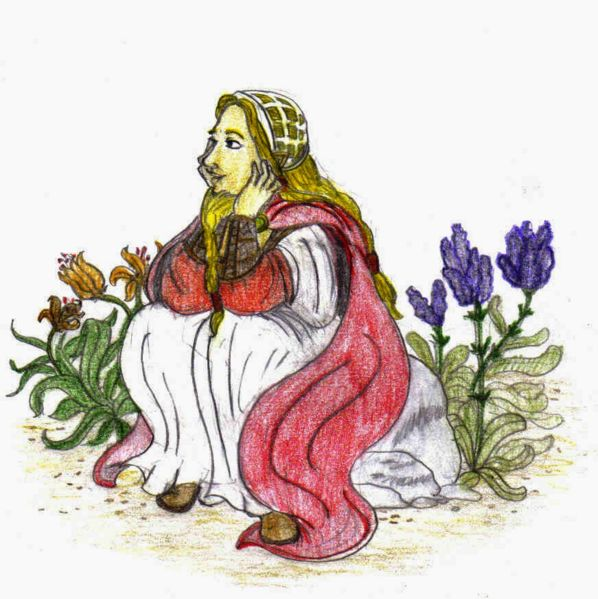
Trpaslice Dís

O trpaslicích se toho v Tolkienových příbězích mnoho nevypráví. Jedinou známou trpaslicí Středozemě je Dís, sestra Thorina Pavézy a matka Kíliho s Fílim. Je známo, že trpaslic je mezi trpaslíky velice málo, pravděpodobně asi jen třetina celého národa. Ne každá z nich navíc hledá partnera a mnoho trpaslic se ve svém životě vůbec nevdá. To vede u trpaslíků k velice pomalému populačnímu přírůstku, který je navíc kriticky ohrožen za každé nestabilní situace.
Trpaslice jen zřídkakdy opouštějí bezpečné úkryty pod horami. Když už jsou k tomu okolnostmi donuceny, jsou svým zjevem, hlasem, ale také oděvem natolik podobné svým mužským protějškům, že je jiné plemeno téměř nedokáže rozpoznat. Někteří lidé si proto začali myslet, že trpaslíci sami rostou z kamene a že trpaslice neexistují.

### Vztahy s elfy
Vztahy mezi trpaslíky a elfy byly často chladné. Nejlepší shodu udržoval s elfy Durinův lid. Ten nacházel porozumění především u eregionských Noldor. Tradičně zlé vztahy měli trpaslíci se Sindar, kteří vinili naugrim z usmrcení krále Thingola a z masakru při dobytí Doriathu. Ojedinělým příkladem vřelého přátelství mezi trpaslíkem a elfem byl vztah Gimliho s elfem Legolasem popsaný v Pánovi prstenů.

### Smrt
Trpaslíci věří, že jejich mrtví odcházejí do Mandosu, kde se shromažďují u svého otce Aulëho. Ilúvatar jim prý nakonec dá místo mezi svými dětmi a po Dagor Dagorathu budou obživlí trpaslíci pomáhat Aulëmu s obnovou poničené Ardy. Své mrtvé ukládají do velkých kamenných mohyl, proto elfové mysleli, že se trpaslíci po smrti vracejí do hlíny a kamene z nichž byli stvořeni. Trpaslíci rovněž věří v reinkarnaci svých sedmi praotců, kteří údajně znovu ožívají mezi svým lidem. Mezi Dlouhovousáči se do počátku čtvrtého věku šestkrát znovu narodil král Durin.

## Dějiny

### Stvoření a probuzení

Symbol Durinova lidu a města Khazad-dûm

Sedm otců trpaslíků vytvořil v skryté jeskyni ve Středozemi samotný Vala Aulë, jelikož se již nemohl dočkat příchodu prvních Ilúvatarových dětí. Stvořil je silné a odolné, aby mohly odolat Morgothově zlé moci. Aulë ale nemohl vytvořit bytosti s vlastní svobodnou vůlí. Když stvořitel Ilúvatar uviděl Aulëho výtvor, přikázal mu, aby svou práci zničil. Podle předpovědi měli být totiž prvorozenými bytostmi Ardy elfové. Aulë se s žalem chystal své trpaslíky rozbít. Ilúvatarovi se však Aulëho pro lásku k jeho práci zželelo a tak ho zastavil a dal trpaslíkům vlastní fëa a vtělil jim život. Aby však byla dodržena předpověď o prvorozených, bylo sedm otců trpaslíků uspáno a Aulë je rozmístil po celé Středozemi. Kvůli svému původu trpaslíci v pozdějších časech mezi Valar uctívali především svého stvořitele Aulëho, kterému říkali Mahal.
Po zrození elfů u jezera Cuiviénen na východě v prvním hvězdném věku, procitli ve svých úkrytech v hlubokých slojích také otcové trpaslíků. Každý z praotců zbudoval v horách svého probuzení velké sídlo, elfové však ve svých příbězích mluví pouze o třech nejznámějších, kterými byli Hadhodrond (Khazad-dûm), Belegost (Gabilgathol) a Nogrod (Tumunzahar). Nejvýznamnějším z trpasličích měst se stala Khazad-dûm nacházející se přibližně uprostřed Mlžných hor. Khazad-dûm – Trpasluj vybudoval nejstarší z trpasličích praotců Durin I., zvaný pro svůj dlouhý věk Nesmrtelný, který se stal prvním a nejrespektovanějším vůdcem mezi všemi sedmi trpasličími rody.

### První sluneční věk
Elfové v Beleriandu se poprvé setkali s trpaslíky z Modrých hor v prvním věku. Přestože mezi oběma národy panovaly pouze vlažné styky, měli ze vzájemného obchodu obrovský užitek obě strany. Trpaslíci naučili Sindar výrobě ocelových zbraní a pomohli jejich králi Thingolovi zbudovat sídlo Menegroth, prý nejkrásnější místo Středozemě. V Belegostu se tenkrát začalo vyrábět slavné trpasličí brnění ze spojovaných kroužků a v Nogrodu sídlil nejslavnější trpasličí kovář všech dob Telchar.
Během Beleriandských válek bojovali trpaslíci z Ered Luin povětšinou na straně elfů proti Morgothovi. Největší slávu si u elfů vysloužil pán Belegostu Azaghâl, který v Bitvě nespočetných slz vrazil nůž do břicha Glaurunga, otce draků. Finrod trpaslíky nazývaný Felagund, využil pomoci Naugrim po roce 50, kdy nechal vystavět své skryté město Nargothrond.
Vztahy trpaslíků a elfů však nebyly vždy dobré. Asi v roce 505 usmrtili kováři z Nogrodu krále Thingola, pro kterého pracovali na spojení největších klenotů obou národů - silmarilu a Nauglamíru. Při útěku z Doriathu však byli téměř všichni královi vrazi pobiti. Zprávy o zabíjení dorazili do Nogrodu, kde se nogrodští trpaslíci domnívali, že jejich kováři byli v Menegrothu zrazeni. Na trestnou výpravu vyrazilo mocné trpasličí vojsko, které vyplenilo Doriath a uloupilo Fëanorův klenot. Při ústupu do Ered Luin však trpaslíky porazili Zelení elfové vedení Berenem.
Při zániku Beleriandu na konci prvního věku ve válce hněvu, byla trpasličí města v Modrých horách rozervána a zničena. Většina přeživšího lidu poté odešla na východ.

### Druhý věk
Trpaslíci z Nogrodu a Belegostu zamířili ze svých zničených domovů do nejslavnějšího trpasličího města Khazad-dûm, jehož proslulost pronikla za Ered Luin již v prvním věku. Moc Trpasluje příchodem dalších trpaslíků ještě více vzrostla. Naugrim velice zbohatli, neboť pod kořeny hor objevili velice vzácný kov mithril, z kterého vyrobili mnoho úžasných věcí.
Po založení Noldorského království Eregion u západní brány Morie došlo k největšímu sblížení mezi trpaslíky a elfy. Noldorští kováři však byli podvedeni Sauronem a po válce bylo jejich království zcela zničeno. Sedmi dědicům trpasličích praotců byli Sauronem podstrčeny Prsteny moci. Temnému pánovi se však ani s jejich pomocí nepodařilo trpaslíky ovládnout. Prsteny však v naugrim probouzely velkou touhu po zlatě a zneklidňovaly jejich srdce. To Temného pána rozzuřilo a požadoval prsteny nazpět. Většinu z nich se mu opravdu podařilo získat a zbytek sežrali draci. Poslední z trpasličích prstenů zůstal skryt u vládců Durinova lidu. Dlouhovousáči v Khazad-dum uzavřeli před válkou zmítaným vnějším světem své brány. Jejich počet se však začal pozvolna snižovat a nádhera města postupně bledla.

### Třetí věk

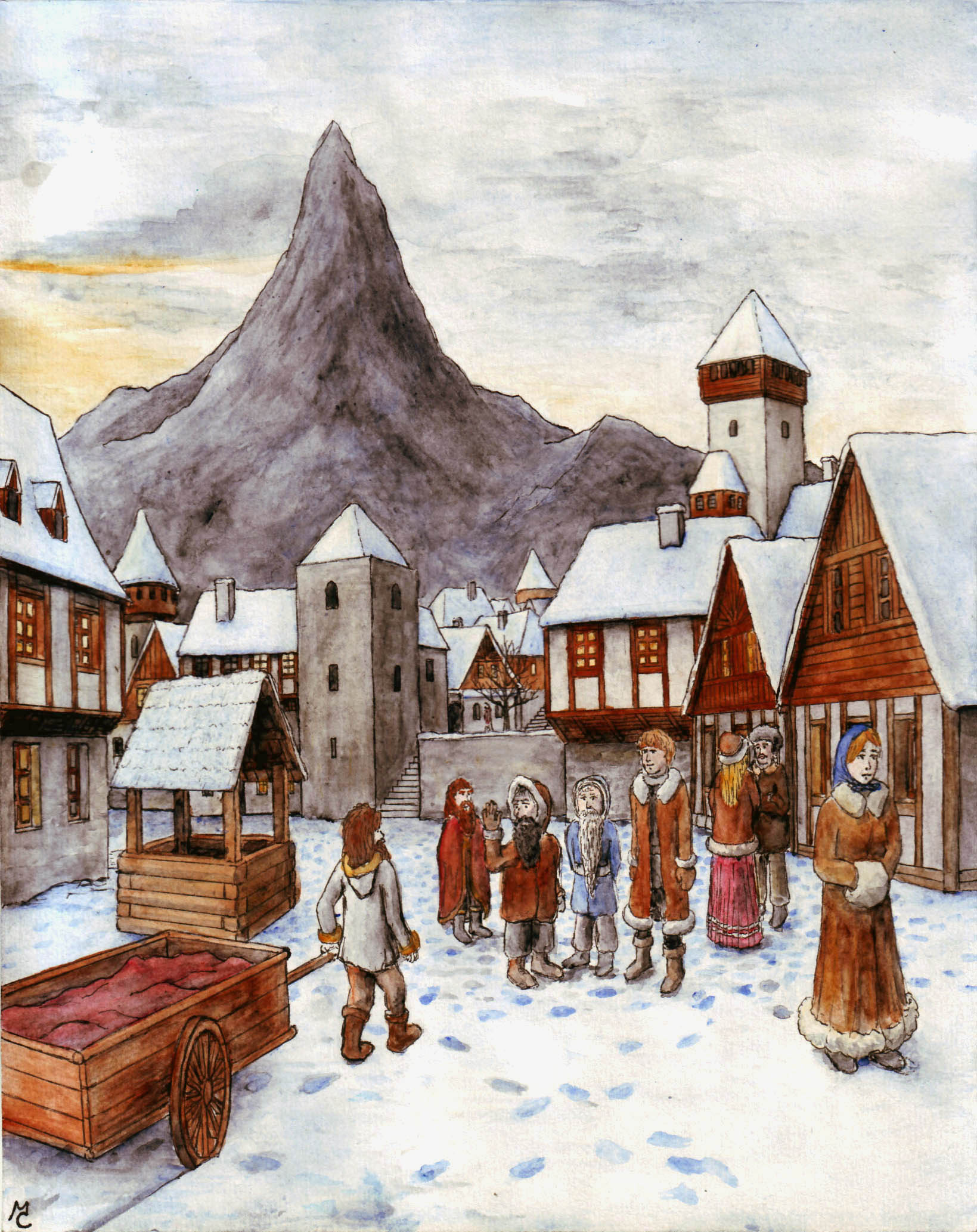
Trpaslíci obchodující v městě Dol. V pozadí se nachází jedno z hlavních trpasličích sídlišť třetího věku – Osamělá hora

Roku 1980 třetího věku za vlády Durina VI. probudili trpaslíci, dolující v hlubinách země, balroga, který zabil krále Durina a vyhnal Durinův lid z jejich města. Khazad-dûm byla od té doby známa jako Moria a stalo se z ní temné a nebezpečné místo obývané skřety. Trpaslíci po útěku z Morie osídlili horu Erebor v severním Rhovanionu, kde založili Království pod Horou. Usadili se také v Šedých a Železných horách, kde těžili především zlato a železo. Trpaslíci brzy navázali obchodní styky ze Seveřany a obě plemena dík transakcím rychle bohatla. O trpasličí prosperitě se však dozvěděli draci ze severu, kteří jejich sídla často přepadali a kradli jejich poklady. V roce 2589 vyplenil drak Šmak horu Erebor a usmrtil krále Dáina I. Většina přeživších uprchla do Železných hor, avšak král Thrór i se synem Thráinem a malou družinou hledali štěstí ve vyhnanství na Vrchovině
Durinův dědic Thrór, který byl posedlý obnovením Trpasluje byl v roce 2790 u bran Morie brutálně usmrcen skřety. Thráin volal po pomstě, a tak v letech 2793 - 2799 došlo ke krvavé válce mezi trpaslíky a skřety, která v roce 2799 vyvrcholila bitvou v Azanulbizaru. Skřeti byli poraženi, avšak trpaslíci taktéž utrpěli obrovské ztráty. Kvůli balrogovi se navíc neodvážili pokračovat do hlubin Morie. Po bitvě proto část Durinova lidu odešla hledat nové domovy do Modrých hor.
Jak vypráví kniha Hobit aneb cesta tam a zase zpátky, se malé výpravě vedené Durinovým dědicem Thorinem Pavézou a čarodějem Gandalfem podařilo z Ereboru vyhnat draka a znovu založit Království pod Horou. Prvním králem v Osamělé hoře se stal Dáin, neboť jeho bratranec Thorin padl v krvavé bitvě pěti armád. Trpaslíci v Ereboru opět rychle zesílili a prosperovali dík obchodu s elfy z Temného hvozdu a Seveřany z Esgarothu.
Se znovupovstáním Saurona na konci třetího věku padnul stín i na trpaslíky z Osamělé hory. V roce 2989 se ještě Balin pokusil v čele neúspěšné výpravy znovuosídlit pustou Morii. Na Elrondově radě v Roklince v roce 3018 pak trpaslíky z Ereboru zastupoval Glóin se svým synem Gimlim. Gimli byl zvolen mezi členy Společenstva prstenu, které se vydalo zničit Jeden prsten. Ve válce o Prsten bylo Království pod Horou napadeno Sauronovými sluhy a došlo k bitvě u Ereboru. Král Dáin II. Železná noha v boji padnul, zničením Prstenu však Sauronova moc pominula a jeho sluhové byli poté trpaslíky lehce rozehnáni.

### Čtvrtý věk
Ve čtvrtém věku založil Gimli, přítel elfů, v Bílých horách království Aglarond, kam odvedl z Ereboru velkou část svého lidu. Sto let vládl Aglarondu, než společně se svým přítelem Legolasem odplul přes moře do Valinoru. Jako jediný ze všech trpaslíků tak spatřil světlo Blažené říše. Další osud trpaslíků ve čtvrtém věku je nejistý. Je nepochybné, že jich však nadále ubývalo.

## Trpasličí čeledi

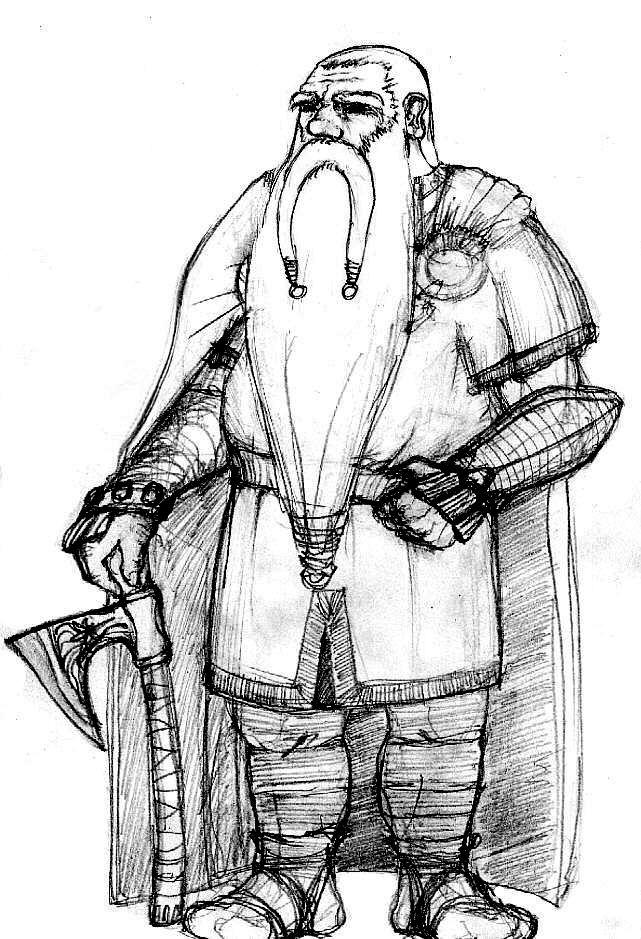
Kresba trpaslíka z Tolkienova světa

Dlouhovousáči (v originále Longbeards) byli první a pro elfy a lidi třetího věku nejznámější trpasličí čeleď. Dle svého praotce a zakladatele Khazad-dûm byli nazývaní Durinův lid. Po pádu Trpasluje osídlili Dlouhovousáči Erebor, Vrchovinu, Železné, Šedé a Modré hory. Z tohoto rodu pochází většina známých trpaslíků Tolkienova světa.
Ohňovousáči a Širokoramenatí (v originále Firebeards a Broadbeams) byly rody obývající města Nogrod a Belegost v Modrých horách. Tito trpaslíci se jako první setkali s beleriandskými elfy a zasáhli do jejich raných příběhů. Trpaslíci z Nogrodu a Belegostu se proslavili v beleriandských válkách proti Temnému pánovi, avšak několikrát krvavě válčili i s elfy, což vážně zhoršilo vztahy mezi oběma plemeny. Při zničení Beleriandu zpustla i města Ohňovousáčů a Širokoramenatých, kteří se uchýlili do Khazad-dûm, kde ve druhém věku splynuli s Dlouhovousáči.
Černokadeřatí, Kamennonozí, Ztuhlovousáči a Železné pěsti (v originále Blacklocks, Stonefoots, Stiffbeards a Ironfists) jsou názvy čtyř zbývajících čeledí. O nich je z Tolkienova díla patrné jen to, že žili ve svých sídlech nacházejících se kdesi daleko na východě Středozemě. Všechny čtyři rody vyslaly své oddíly na pomoc Durinovu lidu, když Dlouhovousáči připravovali vojsko na válku proti skřetům.

### Drobní trpaslíci
Tito trpaslíci byli v pradávných časech z neznámých důvodů zapuzeni ze svých domovů na východě. Ještě před Morgothovým útěkem do Středozemě se zatoulali do Beleriandu, kde jejich příchod zaznamenali Sindar. Drobní trpaslíci byli nižšího vzrůstu a nebyli tak zruční v kovářství jako jejich příbuzní. Sindar, kteří jim říkali Noegyth Nibin, nevěděli, co jsou zač, a tak je nejprve honili a zabíjeli. Po příchodu vyspělejších trpaslíků z Ered Luin nechali Sindar Drobné trpaslíky na pokoji. Ti však elfům nikdy neodpustili. Nenáviděli skřety, Sindar, ale ze všeho nejvíce Noldor, kteří jim zabírali jejich domovy. Drobní trpaslíci před příchodem Noldor obývali nargothrondské jeskyně i kopec Amon Rudh. Kromě Mîma a jeho synů nikdy výrazně nepromluvili do dějin Středozemě.

## Sídliště
Trpaslíci budovali svá města pod vrcholky hor, kvůli své zálibě v těžbě vzácných kovů potřebných na tvorbu šperků a zbraní. Zde jsou uvedena známá místa západního cípu Středozemě obývaná trpaslíky.
- Mlžné hory – Hadhodrond (Khazad-dûm) později Moria
- Erebor – Království pod Horou
- Železné hory
- Ered Mithrin
- Ered Luin – Belegost (Gabilgathol), Nogrod (Tumunzahar)
- Bílé hory – Aglarond

## Adaptace
Animovaná verze Hobita z roku 1977 od Julese Basse a Arthura Rankina juniora zobrazuje trpaslíky jako zestárlé a navzájem si velmi podobné skřítky.
Ve filmové trilogii Pán Prstenů od režiséra Petera Jacksona je v úvodním prologu znázorněno i Sedm trpasličích králů přebírajících prsteny moci vyrobené Temným pánem. Jedinou významnější trpasličí postavu příběhu, Gimliho, ztvárnil velšský herec John Rhys-Davies.
V Jacksonově filmové trilogii Hobit skládající se z filmů Hobit: Neočekávaná cesta, Hobit: Šmakova dračí poušť a Hobit: Bitva pěti armád je mnohem šířeji vykreslována trpasličí historie.

## Známí trpaslíci

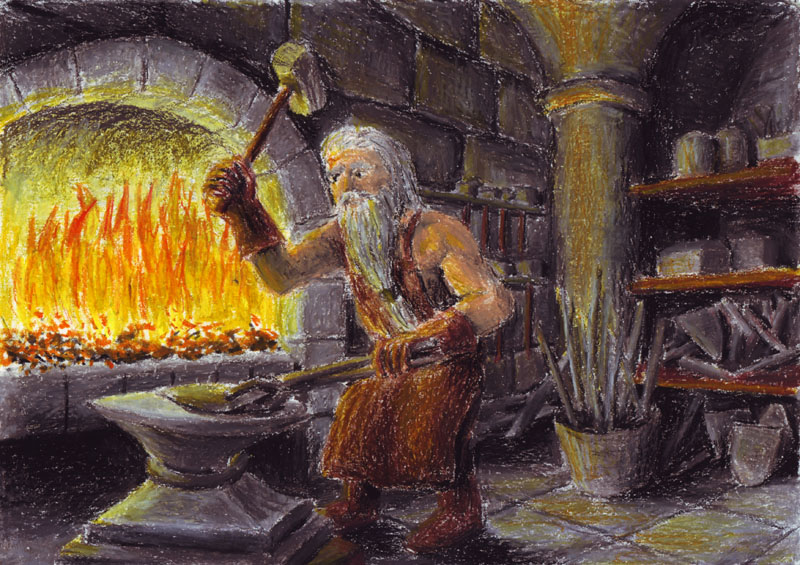
Thorin Pavéza ve své kovárně

| - Durin I. - Gimli - Thorin Pavéza - Azaghâl | - Thrór - Thráin II. - Mîm - Dáin | - Balin - Thorin III. Kamenná přilba - Glóin - Bombur |